# Franklin County (Florida)
Franklin County is een county in de Amerikaanse staat Florida.
De county heeft een landoppervlakte van 1.410 km² en telt 11.057 inwoners (volkstelling 2000). De hoofdplaats is Apalachicola.

## Bevolkingsontwikkeling

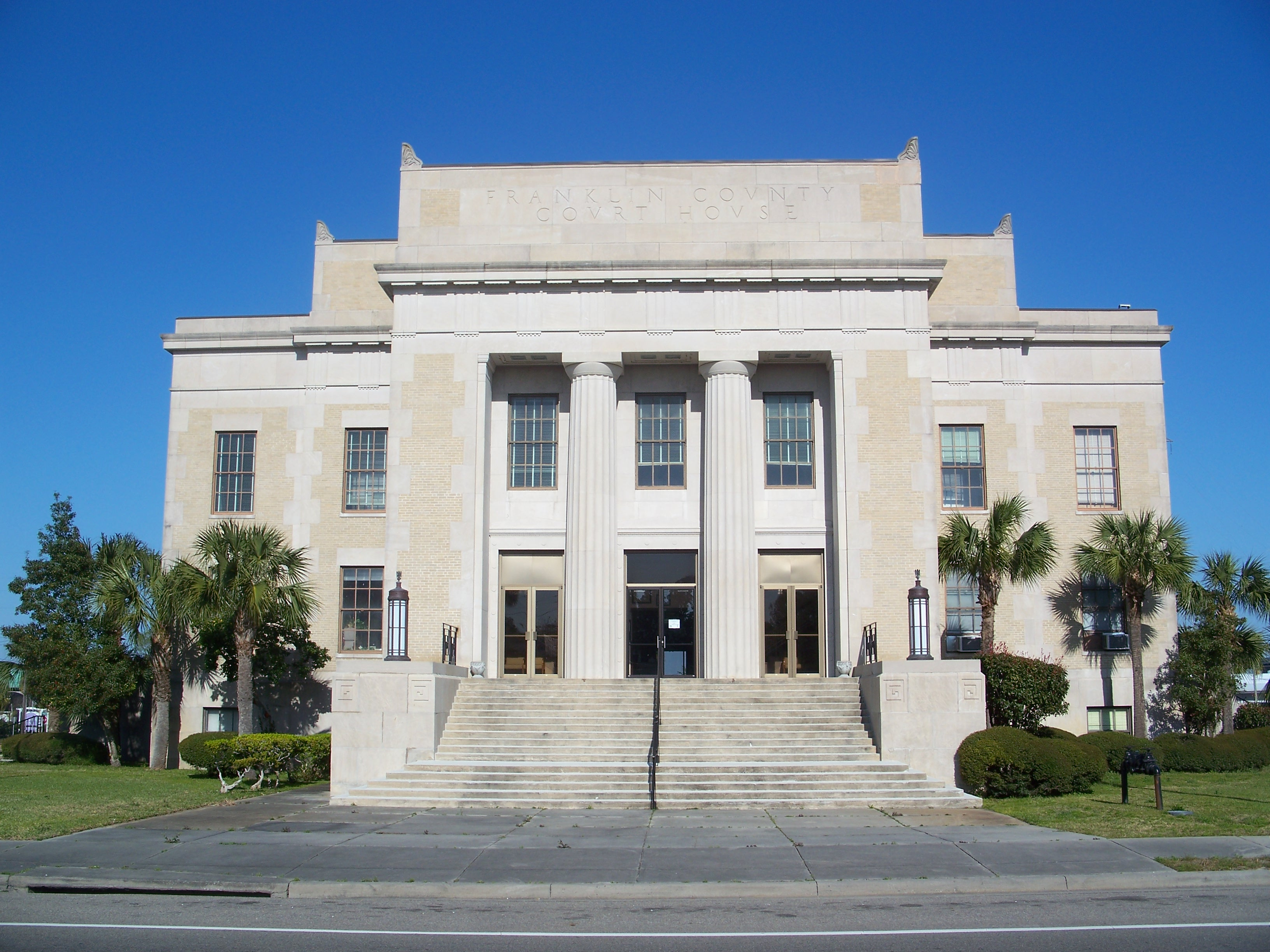
Franklin County Courthouse